# 阿尔韦尔达
阿尔韦尔达，是西班牙阿拉贡自治区韦斯卡省的一个市镇。总面积52平方公里，总人口926人（2001年），人口密度18人/平方公里。